# Griswoldia punctata
Griswoldia punctata är en spindelart som först beskrevs av Lawrence 1942.  Griswoldia punctata ingår i släktet Griswoldia och familjen Zoropsidae. Inga underarter finns listade i Catalogue of Life.